# منير اكجا
منير أكجا (1951، أوردو - 27 نوفمبر 2016، أوردو ) ممثل تركي.
منير أكجا، الذي عمل كممثل ومخرج في مسرح بلدية باكيركوي لسنوات عديدة، كما شارك في المسلسلات التلفزيونية والأفلام لفترة طويلة. في 27 نوفمبر 2016، سقط أكجا على درج منزله في مسقط رأسه، أوردو ، وتم نقله إلى المستشفى، وتوفي بسبب نزيف في الدماغ . ودفن جثمانه في مقبرة مارانجو يوم الخميس . 

## فيلموغرافيا
- كل شيء على ما يرام سنترال ، مسلسل تلفزيوني، 2013
- الفراشات الزرقاء ، مسلسل تلفزيوني، 2011
- الألعاب القذرة ، مسلسل تلفزيوني، 2011
- مهبيكر كوسم سلطان ، فيلم روائي طويل، 2010
- سلطان في أوروبا ، فيلم روائي طويل، 2009
- عدو في المرآة ، مسلسل تلفزيوني، 2009
- العشق الممنوع ، مسلسل تلفزيوني، 2008
- حناء الحملان: مصطفى كمال ، فيلم تلفزيوني، 2007
- القدر ، مسلسل تلفزيوني، 2007
- بيت الكوابيس: من الظلام ، مسلسل تلفزيوني، 2006
- أركا سوكاكلار ، مسلسل تلفزيوني، 2006
- القائد إمريت ، مسلسل تلفزيوني، 2005
- إكليل الورد ، مسلسل تلفزيوني، 2004
- عالم الأسرار ، مسلسل تلفزيوني، 2002
- الزهرة المسمومة ، مسلسل تلفزيوني، 2000
- أهل بيتنا ، مسلسل تلفزيوني، 2000
- إسكيجي بابا ، مسلسل تلفزيوني، 2000
- كوجوك مسلم ، مسلسل تلفزيوني، 1999
- حمدروز ، فيلم روائي طويل، 1999
- التحرير ، مسلسل تلفزيوني، 1996
- 80. اسمي ، فيلم روائي طويل، 1996
- تاكسي الزهرة ، مسلسل تلفزيوني، 1995
- سفر عبر الزمن ، مسلسل تلفزيوني، 1995
- بيتل ، فيلم روائي طويل، 1995
- يذوب ، فيلم روائي طويل، 1994
- أشهر ، فيلم روائي طويل، 1994
- على الدرب ، مسلسل تلفزيوني، 1990